# Hospital San José (Bogotá)
El Hospital de San José es un centro hospitalario docente situado en el costado sur de la plaza España, en el barrio La Estanzuela de la localidad de Los Mártires, en el centro de Bogotá.

## Características
El Hospital de San José se concibió en 1902 por iniciativa de diez médicos para impulsar la cirugía en Bogotá, que fundaron la Sociedad de Cirugía de Bogotá. Se diseñó siguiendo el criterio de las colonias o conjuntos hospitalarios europeos siguiendo el diseño del arquitecto italiano Pietro Cantini y del ingeniero colombiano Diodoro Sánchez, que resultó novedoso para el gusto de la época. Incluía cocina, lavandería, dormitorios para empleados, salas de reuniones, oficinas administrativas y salas de cirugía.
La construcción del edificio comenzó en 1905. Este abrió sus puertas el 8 de febrero de 1925 en el costado sur de la plaza España, que fue remodelada en 2004. En el pasado sirvió como centro de prácticas de los estudiantes de la Universidad del Rosario.  y es ahora, sede de la Fundación Universitaria de Ciencias de la Salud - FUCS.
Fue la sede de la Escuela Nacional Superior de Enfermeras hasta 1944, cuando se trasladó a la Universidad Nacional. El edificio ha sufrido fuertes modificaciones, pero mantienen sus características principales. Fue declarado monumento de interés nacional en los años 1980.